# Wonoanti (Tulakan)
Wonoanti is een bestuurslaag in het regentschap Pacitan van de provincie Oost-Java, Indonesië. Wonoanti telt 4566 inwoners (volkstelling 2010).